# Perrogney-les-Fontaines
Perrogney-les-Fontaines is een gemeente in het Franse departement Haute-Marne (regio Grand Est) en telt 107 inwoners (2009). De plaats maakt deel uit van het arrondissement Langres.

## Geografie
De oppervlakte van Perrogney-les-Fontaines bedraagt 14,3 km², de bevolkingsdichtheid is dus 7,5 inwoners per km².
De onderstaande kaart toont de ligging van Perrogney-les-Fontaines met de belangrijkste infrastructuur en aangrenzende gemeenten.

## Demografie
Onderstaande figuur toont het verloop van het inwonertal (bron: INSEE-tellingen).

1. ↑  Populations de référence 2022.